# Perigrapha unimaculata
Perigrapha unimaculata är en fjärilsart som beskrevs av Leo Schwingenschuss 1918. Perigrapha unimaculata ingår i släktet Perigrapha och familjen nattflyn. Inga underarter finns listade i Catalogue of Life.